# 瓦爾任卡
48°55′57″N 28°1′54″E / 48.93250°N 28.03167°E
瓦爾任卡（烏克蘭語：Варжинка），是烏克蘭的村落，位於該國西南部文尼察州，由日梅林卡區負責管轄，面積0.12平方公里，海拔高度320米，2001年人口34，人口密度每平方公里280.99人。